# 乐园镇
乐园镇是中国广东省韶关市浈江区的一个镇，全镇占地30平多平方公里，地处韶关市北江河畔，浈江区南面城郊结合部。

## 行政区划
下辖7个村委会，3个社区居委会： 
新乐社区、城南社区、金沙社区、沙梨园村、教场村、长乐村、新村、六合村、上坝村和下坝村。

## 人口
总人口69019人（户籍人口54288人，外来暂住人口14731人）。

## 交通
京广铁路、广韶公路北南纵贯全镇， 南韶高速东西横穿全镇。